# Smartwings Group

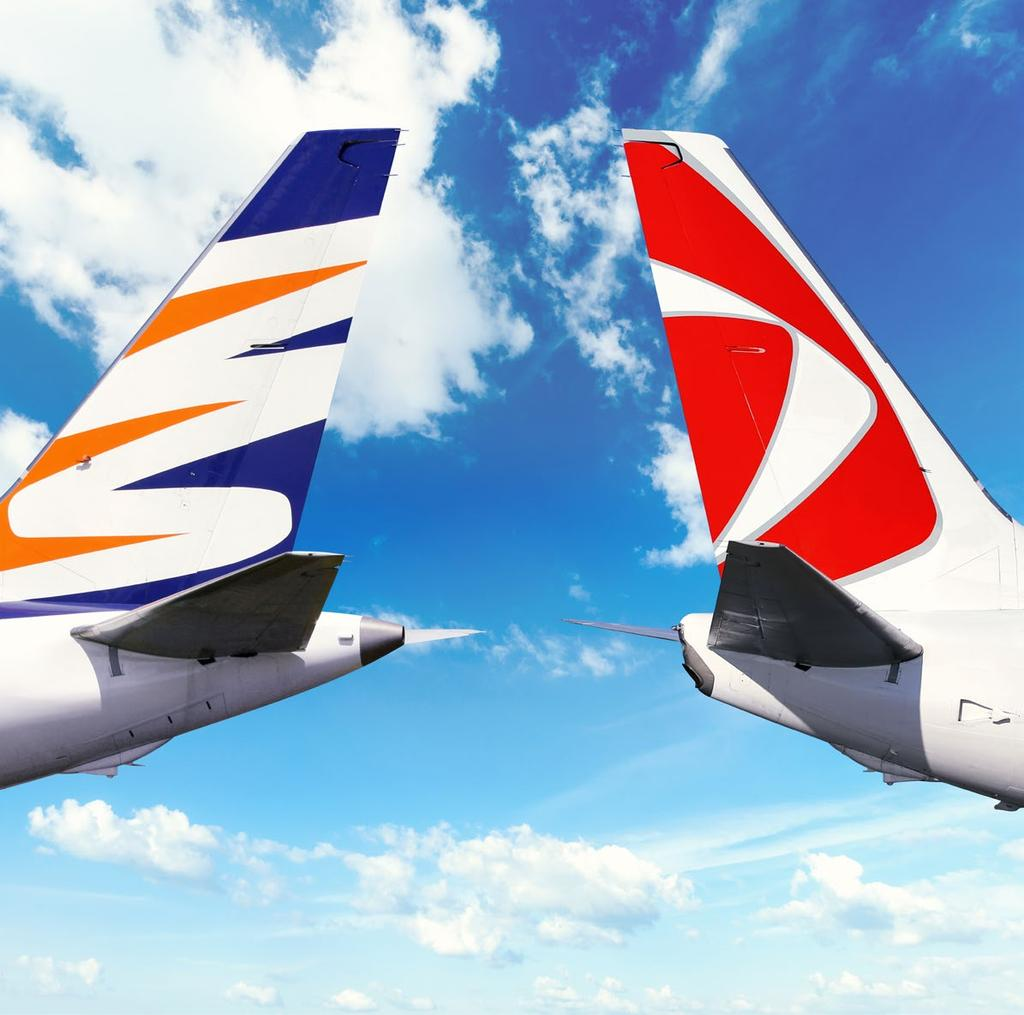
SOP s logy členů skupiny (Czech Airlines, Smartwings)

Smartwings Group je letecká skupina čítající čtyři letecké společnosti (Smartwings s obchodní značkou České aerolinie, Smartwings Slovakia, Smartwings Poland a Smartwings Hungary). Skupina má základny v Česku, na Slovensku, v Polsku, v Maďarsku a ve Francii, provozuje i lety v Izraeli a na Kanárských ostrovech.[zdroj?] K roku 2020 má celá skupina přibližně 2300 zaměstnanců.
Na podzim 2019 měl vzniknout další člen koncernu, a to německé Smartwings Germany. To nakonec vzniklo v létě 2021. V listopadu 2021 navázala společnost spolupráci s německou společností Eurowings.

## Flotila
Flotila koncernu Smartwings Group k listopadu 2022
| Společnost          | Letadlo                       | Aktivní | Nečinné | Objednávky | Poznámky |
| ------------------- | ----------------------------- | ------- | ------- | ---------- | --- |
| Smartwings          | Boeing 737-700                | 2       | —       | —          | Imatrikulační kódy OK-SWT a OK-SWW |
| Smartwings          | Boeing 737-800                | 23      | —       | —          | Letoun OK-TVF ve speciálním zbarvení 85. výročí pražského letiště. Letouny OK-TSD, TSE, TVS a TVT v barvách Travel Service. |
| Smartwings          | Boeing 737-900ER              | 2       | —       | —          | Oba letouny v barvách Travel Service. |
| Smartwings          | Boeing 737 MAX 8              | 8       | —       | 5          | První letoun s registrací OK-SWA byl dodán 31. 1. 2018. Druhý letoun s registrací OK-SWB byl dodán 31. 3. 2018. Třetí letoun s registrací OK-SWC byl dodán 16. 5. 2018. Čtvrtý letoun s registrací OK-SWD byl dodán 26. 5. 2018. |
| Smartwings          | Cessna 680 Citation Sovereign | 4       | —       | —          | Smartwings má ve flotile čtyři business jety, se kterými létá lety typu aerotaxi. |
| Smartwings          | Airbus A320-200               | 2       | —       | —          | Imatrikulační kód OK-HEU, OK-IOO (barvy Českých aerolinií) |
| Smartwings          | Airbus A220-300               | 4       | —       | —          | Imatrikulační kódy OK-EYA, OK-EYB, OK-FYC, OK-FYD (barvy Českých aerolinií) |
| Smartwings          | Cessna 700 Citation Longitude | 1       | —       | —          | Imatrikulační kód OK-JRE |
| Smartwings Slovakia | Boeing 737-800                | 1       | —       | —          | Imatrikulační kód OM-TSG |
| Smartwings Hungary  | Boeing 737-800                | 1       | —       | —          | Imatrikulační kód HA-LKG |
| Smartwings Poland   | Boeing 737-800                | 1       | —       | —          | Imatrikulační kód SP-TVZ |

## Galerie

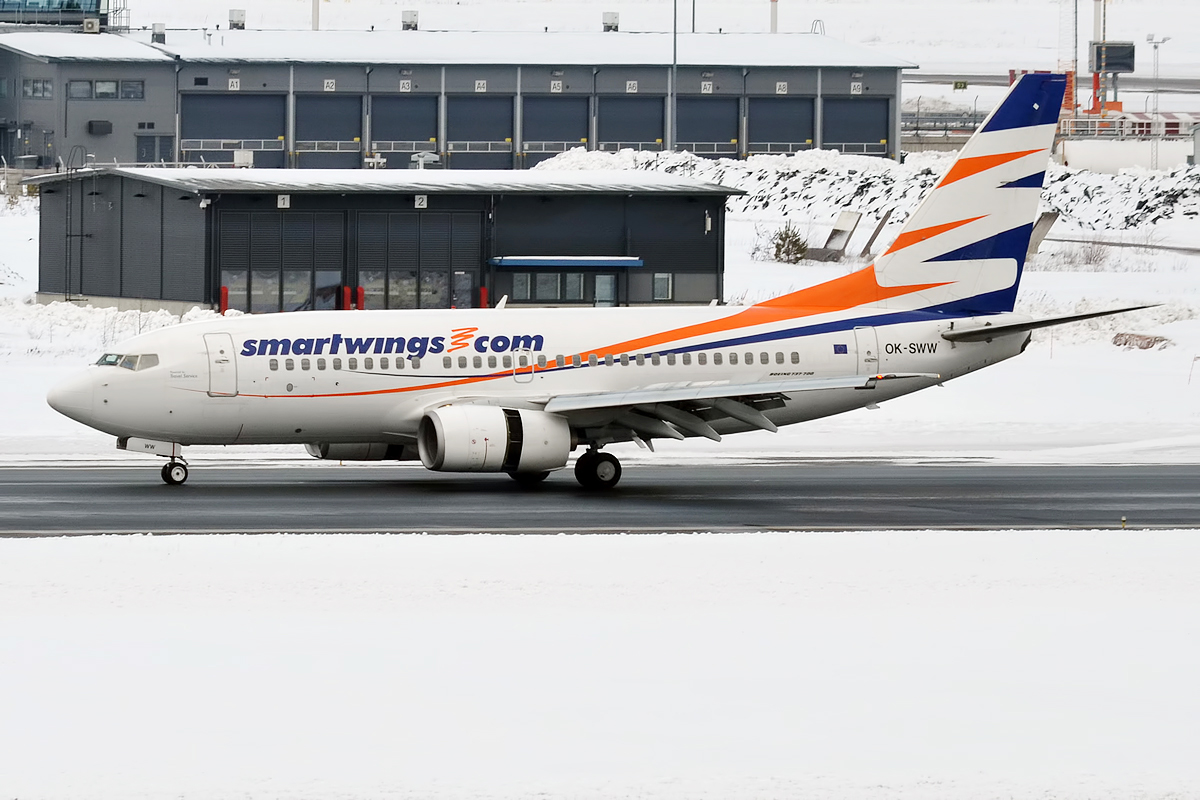
737-700 Smartwings
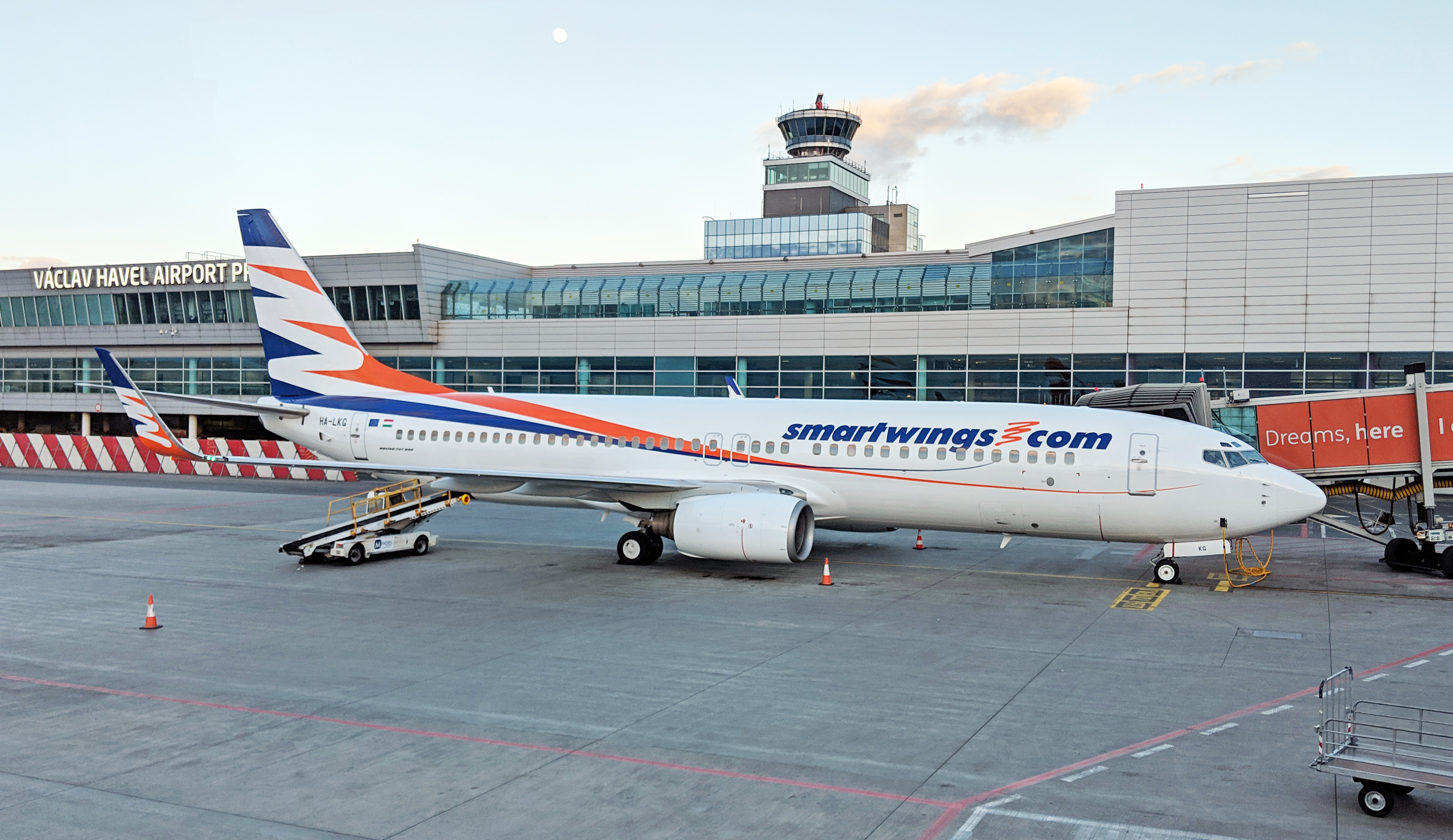
737-800 Smartwings
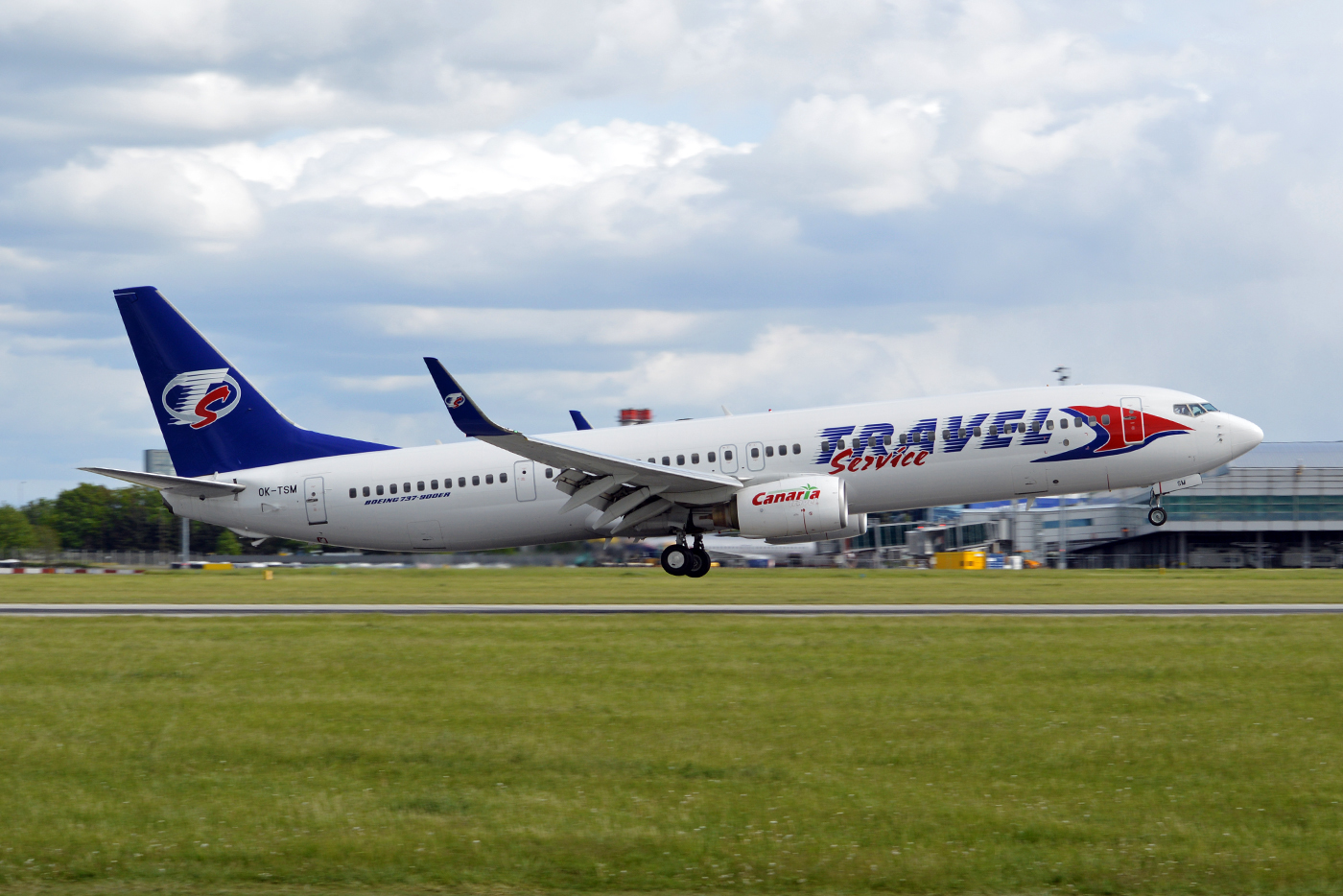
737-900 Smartwings
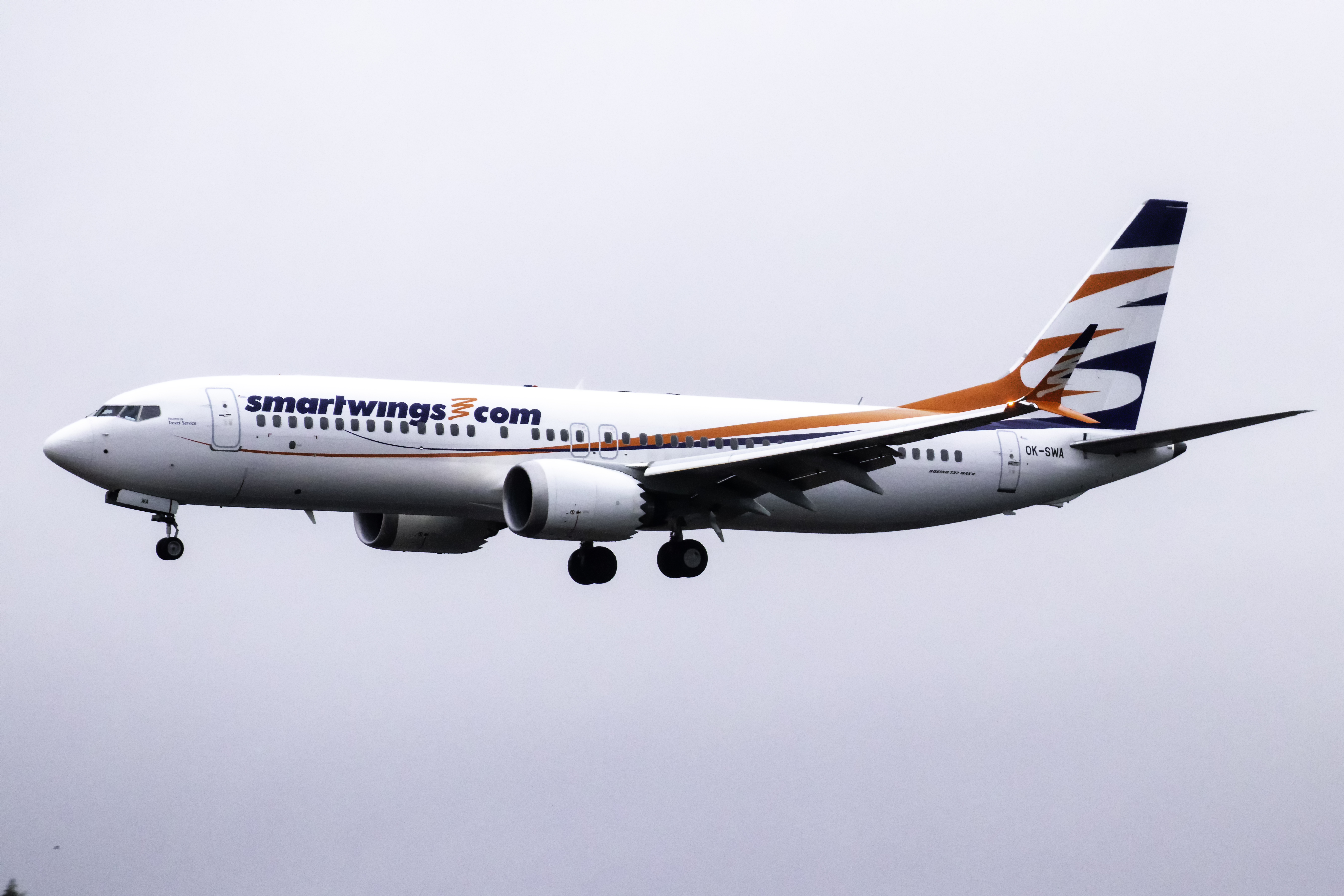
737 MAX 8 Smartwings
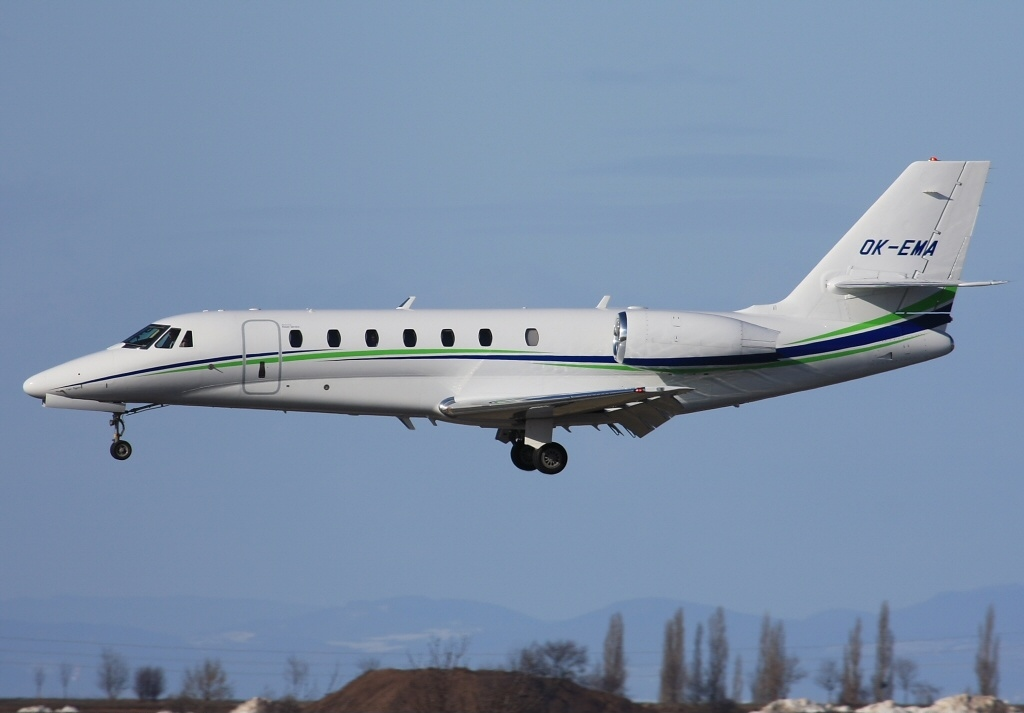
Cessna 680 Smartwings
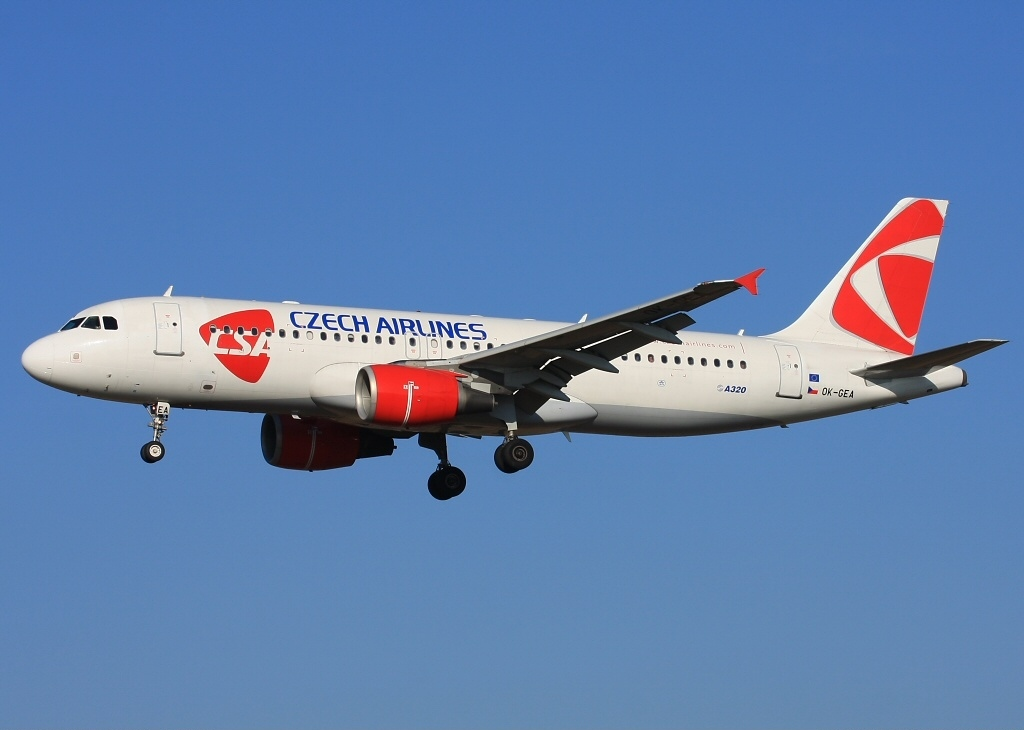
A320 Czech Airlines